# 内巻 (中国のインターネットスラング)
「内巻き」現象（中国語: 内卷、拼音: nèijuǎn、ネイジュアン、ネイチュアン、ネイジュエン）は、「不条理な内部競争」、「無意味な競争」、「効率の悪い内部闘争で、お互い消耗し合うこと」、「皆が疲弊する悪性の競争」、「意味のない頑張り」や「過度な内部競争」、「閉鎖的な環境で内部の激しい競争に巻き込まれる状況」、「仲間内での競争にすり減っていく人たち」といった意味の中国語のインターネットスラング。
もともとは、英語の社会学用語としての「インボリューション (involution)」の訳語であり、クリフォード・ギアツがジャワ島の農村調査に基づいて「人口稠密化により、限られた耕地の中で内向的発展の農業開発を志向するしかない状態を指す」表現として用い、また「社会が一定の発展段階に入った後、次の段階に移行できず停滞すること」を意味すると解されていたが、「停滞から生じる有限な資源の奪い合い、組織内の無意味で非理性的な競争、そこから生じる社会的ストレスを表す用語」に転用され、広まった。「内巻き」の状況下にいることを自認する当事者の多くは、「90後」といわれる1990年代以降に生まれた青年、大都市に居住する大学生などであり、改革開放後の高度成長期に生まれ、社会の上位層を目指す激しい競争の渦中にある若者たちである。
このような「内巻き」への反応として、関連するスラングも登場している。たとえば「割韭菜」（拼音: gējiǔcài、韮刈り〔にらがり〕） は、もともと韮が一定の大きさに育つと刈り取られるという農作業に由来する言葉であるが、転じて、立場の弱い者が、資本や権力をもつ強者により繰り返し搾取される現象を指すようになった。また、「躺平」（拼音: tǎngpíng、横たわる主義） は、直訳すると、身体的には何もせず仰向けに寝そべる姿勢を指す。近年の若者の間で広まりつつある言葉であり、象徴的には、過剰な競争や社会的な期待・圧力、さらには資本や権力による反復的搾取に対して、あえて行動せず、静かに身を引くという態度を表している。「横たわる」ことは、「内巻き」や「韮刈り」に象徴される構造的な消耗や搾取から距離を取るための手段であり、消極的な人生観として受け止められる一方で、社会的強制への参加を拒む脱参与の倫理、さらには静かで戦略的な抵抗の形としても解釈されている。

## 中国における普及
2018年頃から、内巻化という用語が徐々に中国国民の意識に浸透し、意味変化を起こしてきた。クリフォード・ギアツ、フィリップ・C・C・ホアン（黄宗志）、その他の学者たちの「involution」概念は、ある種の農業社会が工業化できず、資本主義経済に転換できない理由を解釈するために用いられた。中国のインターネット文化の中では「involution」という言葉が、内部における悪性の競争、過度の競争、ないしは底辺への競争といった現象を指すために使用されている。例えば、もともと八時間労働制を実行していた会社で、自主的に時間外労働する者がいると、管理職から評価される。すると、もともと定時に出退社していた者たちも、劣った評価を受けるのではないかと不安になり、自主的に時間外労働をするようになり、やがてそれが常態化し、遂には、自主的に時間外労働をしないと、職場での生き残りに影響し発言力も低下することになってしまう。
2020年4月、CC98フォーラムの微博 (Weibo) アカウントが、清華大学の新入生向けC++課程の課題が難しすぎる「超級内巻」だと評され、たちまち知乎 (Zhihu) 上で討論の焦点となり、議論は現代の学生が学業から受ける圧力や競争の激しさにも及び、学界外における熱い論点の第一波となった。2020年9月には、自転車に乗りながらラップトップで論文を書いている者、自転車に乗りながら本を読む者、自転車に乗りながら麺類を食べる者など、清華大学の数枚の写真が「内巻き」に関する議論を引き起こした。「清華巻王」という言葉が広まり始め、内巻きはインターネット上で多数の共感を呼んだ。
本来の意味のインボリューションと、中国で広まった内巻きとの間には、「内部への局限化」、「低い水準における重複」、「収穫逓減」といった意義上の相似性はあるが、その具体的な仕組みは異なっている。人類学者である項彪は、インターネット上で流行する内巻について「常に自分を打ち負かすコマのような死の循環（不断抽打自己的陀螺式的死循环）」、「失敗や撤退が許されない競争（一种不允许失败和退出的竞争）」と表現している。あるネチズンはこれを「ひとつの集団内における、自己の圧搾と激しい競争を通したわずかばかりの優位性の追求（在一个集团内部通过压榨自己，极度竞争，以获取微小的优势）」と表現した。インターネットの普及もあり、2018年以降「内巻き」をキーワードを含む論文が増えているが、この言葉の用法は本来の社会学における含意から逸脱している。

## 他国における内巻き現象についての論評
中国の網易が運営するサイトは、内巻きの現象について、中国以上に大韓民国や日本において深刻化していると指摘し、中国政府は内巻きへの対策を始めて教育や不動産分野での改革を進めており、日韓の轍を踏むことはないと論評した。
また、日本で運営されている中国語のサイトである日本華僑報網が2023年6月15日に報じた「中国人と日本人、どちらの方が競争が激しい?」という内容の記事は、博報堂生活総合研究所などが、日本、中国、ASEAN諸国でおこなった調査の結果を踏まえて、「総合的に言えば、中国人の『内巻き（競争）』はより自分から受け入れてやる気に満ちているのに対し、日本人の『内巻き（競争）』は受け身で致し方ないという感じである」と結論づけた。